# Adal Fonseca
Adalberto da Costa Fonseca Filho, mais conhecido como Adal Fonseca (Porto Alegre, 26 de outubro de 1972) é um baterista brasileiro.
Com mais de 30 anos de carreira, foi integrante dos Engenheiros do Hawaii de 1996 até 2001 e em 2011 na volta da banda Kid Abelha passou a integrá-la. Também tocou com vários artistas da música brasileira.

## Carreira
Começou a tocar com 13 anos. Iniciou sua carreira no cenário gaúcho com a banda Curto Circuito, em seguida tocou com cantora Lory Finocchiaro e mais outros artistas do Rio Grande do Sul. Em 1993, foi convidado a integrar a banda do grupo As Sublimes, vindo assim morar no Rio de Janeiro aos 19 anos.
Tocou na banda Rio Sound Machine e com Sidney Magal, Rosana e Pepeu Gomes.
Em 1996, foi convidado por Humberto Gessinger a integrar o Gessinger Trio e logo em seguida foi incorporado ao Engenheiros do Hawaii, ficando até 2001. Na virada do ano 2000, na Avenida Paulista, com os Engenheiros do Hawaii, se apresentou para um público de 1 milhão de pessoas.
Depois de sua saída dos Engenheiros, tocou com Lobão, Spy vs Spy, Nokturnal (Austrália), com a cantora Syang, gravou com a banda inglesa Bliss, entrou para a banda dos gaúchos Kleiton e Kledir, Preta Gil, Marcos Valle, Celso Fonseca, Marina Elali, Roberto Menescal, Wanda Sá, Alexandra Scotti, Ritchie, Luka, Gilberto Gil, Leo Jaime, Bebeto e Paula Toller.
Em 2011, na volta da banda Kid Abelha, Adal foi convidado a fazer parte do line up e gravou o DVD de 30 anos do Kid.

Atualmente trabalha no projeto solo da Paula Toller, Kleiton e Kledir, Libra e Danni Carlos. Adal Fonseca também tem seu projeto pessoal, a banda Osso (junto com o guitarrista Luciano Granja e o DJ Robson).